# 教鞭

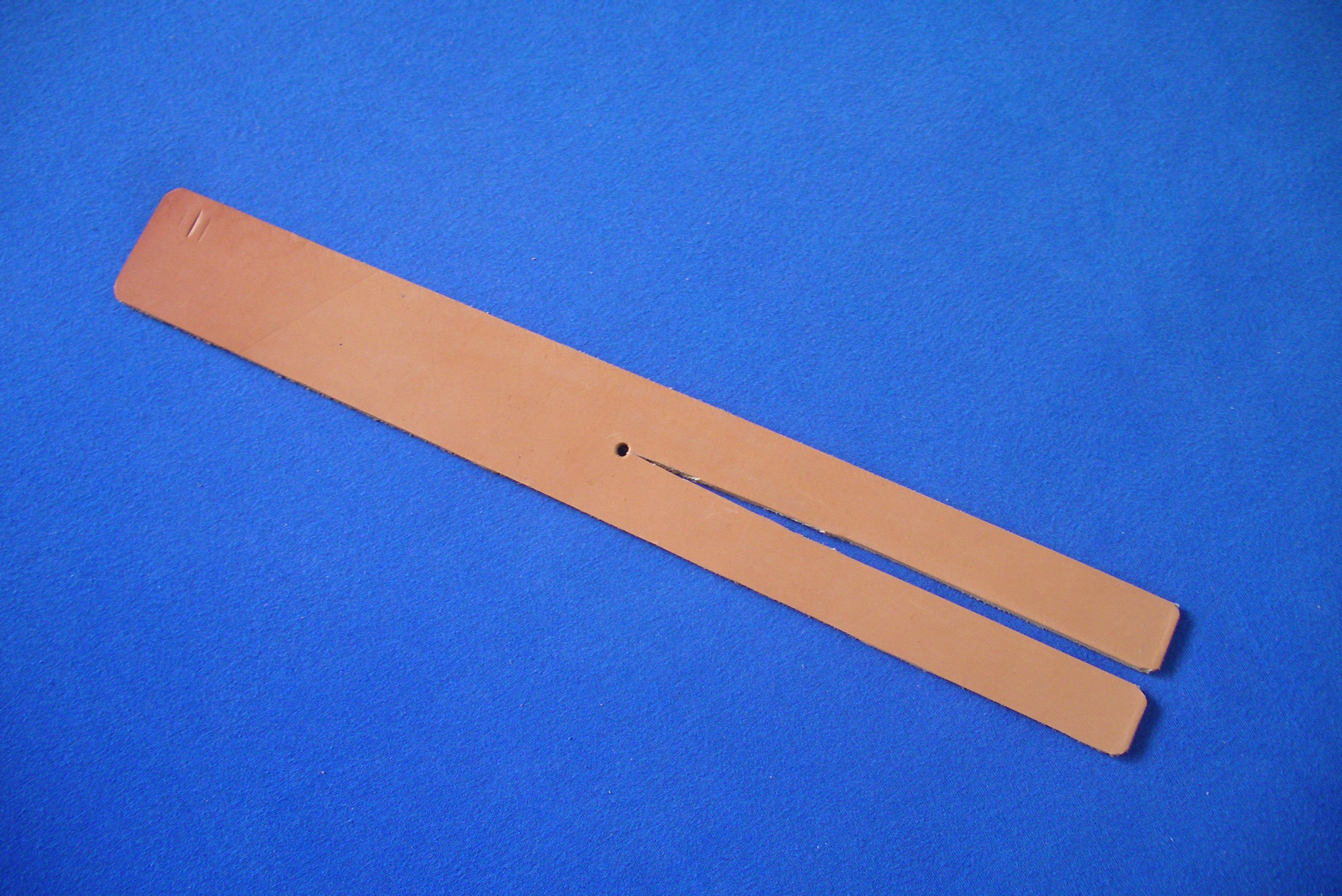
板から作られた Tawse

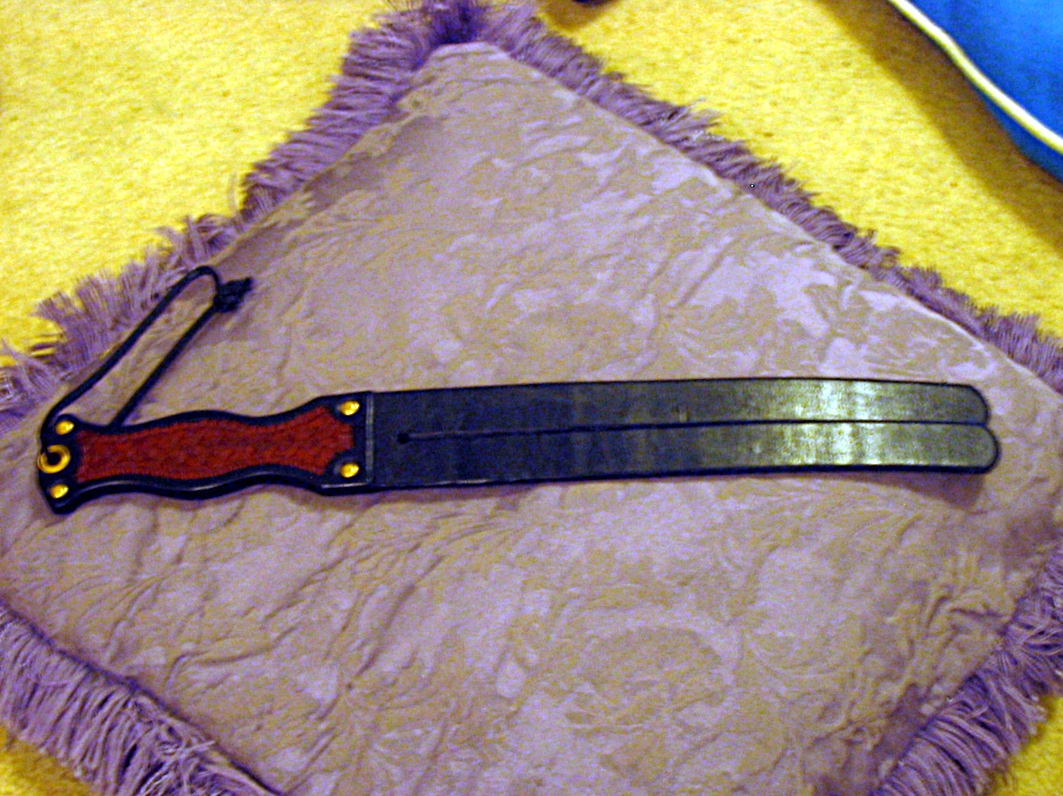
取っ手付きのもの

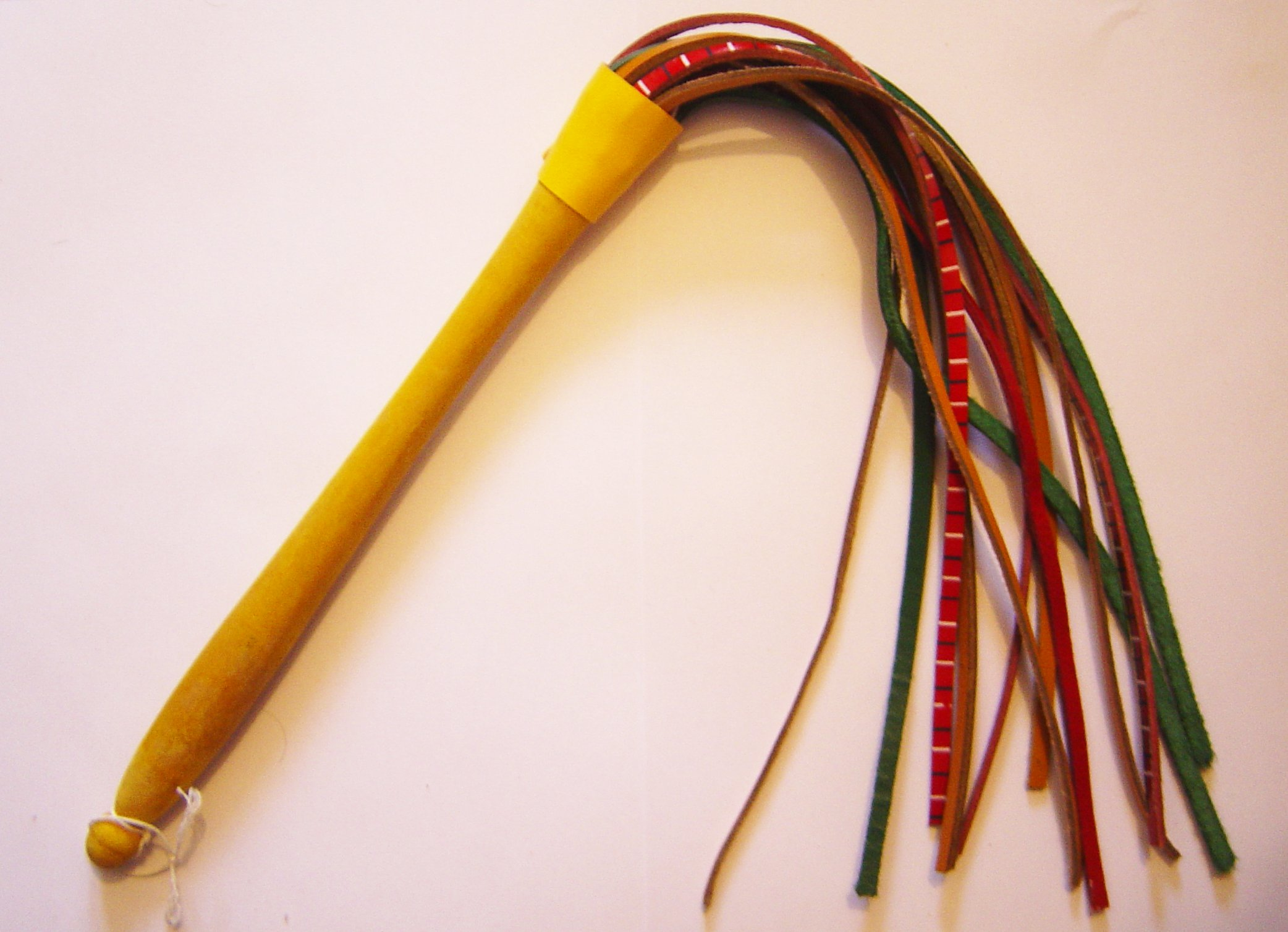
マルティネ

教鞭（きょうべん）とは、教員が体罰や授業中に説明するために用いた鞭である。

## 文化
日本語の慣用句で、教職に就くことを「教鞭を執る」と言う。小説家の中勘助が1910-1913年に発表した自伝小説『銀の匙』にて教師が体罰に使用した描写が見られる。教師が振るう体罰という指導を愛の鞭という場合もある。
中世のヨーロッパでは、王は王権神授説で保護された存在であったことから、その子供を叩くことができなかった。その代わりとして、親友となった子供 ウィピング・ボーイ を代わりに叩くこととなった。ヨーロッパで伝統的な教育用鞭として、マルティネ (鞭)が知られる。
イギリス、スコットランドでは、Tawse( Tawseの発音)、taws（紐のような鞭 taw の複数形）という鞭が使用されていた。先が分かれていたり、その長さも決まりはなく、枝むち、杖も使用されることもあった。口語では使われることが無く、スクールストラップやベルトという隠語が使われていた。1982年、2人のスコットランド人の母親が、欧州人権裁判所で子供の体罰反対を訴え認められたことから禁止された。